# São José de Lourdes (distrito)
São José de Lourdes (em castelhano:  San José de Lourdes) é um distrito do Peru, departamento de Cajamarca, localizada na província de Santo Inácio.

## Transporte
O distrito de São José de Lourdes não é servido pelo sistema de estradas terrestres do Peru.